# Georgij Semjonovič Abašvili
Georgij Semjonovič Abašvili (rusky Георгий Семенович Абашвили, gruzínsky გიორგი აბაშვილი; 8. ledna 1910 – 26. září 1982) byl sovětský námořní velitel a od roku 1955 viceadmirál.
Narodil se v Tbilisi jako etnický Gruzínec. V roce 1931 absolvoval leningradskou námořní akademii a nastoupil do stavu Sovětského námořnictva k Baltskému loďstvu. Zde sloužil i během zimní války a velké vlastenecké války. V roce 1944 se stal zástupcem náčelníka štábu Baltského loďstva a převzal velení nad divizí torpédoborců, která sehrála svou roli při prolomení blokády Leningradu.
V roce 1953 byl součástí posádky sovětských lodí, které navštívily Polsko, o rok později se zúčastnil podobné akce ve Finsku. Během kubánské krize v roce 1962 byl Abašvili zástupce vrchního velitele sovětských vojsk na Kubě a velitelem zdejší sovětské námořní skupiny (operace Anadyr). Ještě ve stejném roce odešel do výslužby a zemřel na následky cévní mozkové příhody v Leningradu roku 1982.